# Kielmeyeroideae
Kielmeyeroideae es una subfamilia de plantas perteneciente a la familia Clusiaceae.

## Tribus y géneros
Calophylleae

Calophyllum
Caraipa
Clusiella
Haploclathra
Kayea
Kielmeyera
Mahurea
Mammea
Marila
Mesua
Neotatea
Poeciloneuron
Endodesmieae

Endodesmia
Lebrunia